# Thomas John Hennen
Thomas John Hennen (Albany, Georgia, 1952. augusztus 17.–) amerikai űrhajós, zászlós. Az első amerikai tiszthelyettes a világűrben.

## Életpálya
Az Amerikai hadsereg tiszthelyettese, a DoD program speciális szakembere. 1973-1975 között képezte ki a katonai hírszerzés. Nagy gyakorlattal rendelkező képi elemző. Földi, légi és vízi felvételeken látható- és álcázott eszközök, technikai eszközök, egyenruhák értékelésére (felismerésére) szakosodott. 1981-1986 között az amerikai hadsereg hírszerzési (IMINT) központjában a képfeldolgozó részleg vezetője. Kidolgozta a modern képfelismerési programot (TENCAP), hasznosítás mellett meghatározta a képzési követelményeket. Kialakított módszerét hadsereg és nemzeti szinten egyaránt használhatta a hírszerzés. A hadügyminisztérium IMINT szakértőjeként, kidolgozta a radarképalkotás értékelésének programját. A Védelmi Hírszerző Ügynökség (DIA) munkatársaként a képzési albizottság vezetője. 1986-tól az amerikai hadsereg Hírszerzési Központja javaslatára, a Tér Program Iroda (ASPO) washingtoni bázisán a Department of Defense (DoD) és a Nemzeti Hírszerző Közösség munkacsoportjában továbbfejlesztették (modernizálták) a TENCAP programot.
1988. szeptembertől a Lyndon B. Johnson Űrközpontban részesült űrhajóskiképzésben. Egy űrszolgálata alatt összesen 6 napot, 22 órát 50 percet és 44 másodpercet  (167 óra) töltött a világűrben. Űrhajós pályafutását 1991. december 1-jén fejezte be. Az Atlantisz Alapítvány ügyvezető igazgatója.

## Űrrepülések
STS–44, az Atlantis űrrepülőgép 10. repülésén  a küldetés specialistája. A küldetés célja sikeresen telepíteni a Defense Support Program (DSP) műholdat. A TERRA SCOUT program szakember. Több tudományos kísérletet és kutatási tevékenységet végeztek. Egy hosszú távú űrrepülés orvosbiológiai kísérletéhez végeztek méréseket. A program technikai okok miatt három nappal előbb befejeződött. Negyedik űrszolgálata alatt összesen 6 napot, 22 órát 50 percet és 44 másodpercet töltött a világűrben. 4 651 112 kilométert tett meg, 110 alkalommal kerülte meg a Földet.